# ماجد المحمد
ماجد المحمد (مواليد 4 يوليو 1986) هو لاعب كرة قدم سعودي .
كانت بداياته مع نادي الحمادة و انتقل إلى نادي نجران في عام 2011 و انتقل إلى نادي الشعلة في عام 2014 و بعدها انتقل إلى نادي سدوس .

## وصلات خارجية
- ماجد المحمد